# Ōmiwa-jinja (Ichinomiya)
Pour les articles homonymes, voir Ōmiwa-jinja.

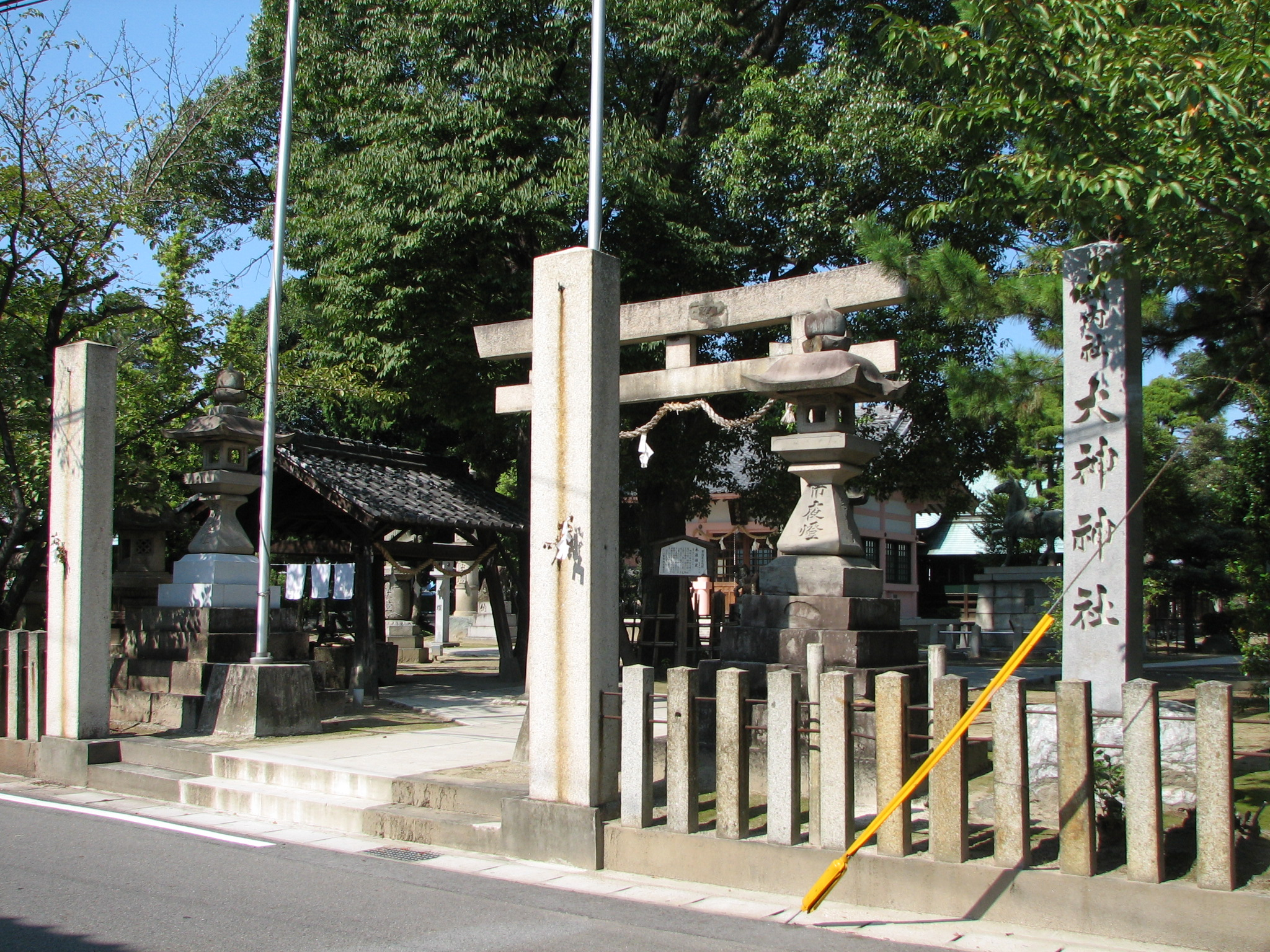
Torii : portail marquant l'entrée du sanctuaire Ōmiwa.

Le Ōmiwa-jinja (大神神社, Ōmiwa-jinja) est un sanctuaire shinto situé à Ichinomiya, dans la préfecture d'Aichi au Japon.
Ce sanctuaire est dédié à la divinité Ōmononushi.
Le honden, bâtiment principal, est construit dans le style nagare-zukuri.